# Régilait
Régilait est une entreprise française de l'industrie agroalimentaire, filiale des deux premières entreprises coopératives laitières françaises, Sodiaal et Laïta. Spécialisée dans le conditionnement de lait en poudre (adulte et infantile) et lait concentré, elle commercialise également des pâtes à tartiner. Régilait commercialise ses produits par le circuit de la grande distribution et à des professionnels (distribution automatique, cafés, hôtels, restaurants, médico-social...) en France et  dans plus de 60 pays dans le monde. 
Le principal site de production est situé en Bourgogne, à Saint-Martin-Belle-Roche (Saône-et-Loire).

## Anecdote
La première publicité de marque à la télévision française, diffusée le 1er octobre 1968 sur la première chaîne de l'ORTF, fut une publicité pour le lait en poudre Régilait.